# Oedignatha shillongensis
Oedignatha shillongensis là một loài nhện trong họ Corinnidae.
Loài này thuộc chi Oedignatha. Oedignatha shillongensis được miêu tả năm 1995 bởi Biswamoy Biswas & Majumder.